# San Juan Bautista (Ica)
San Juan Bautista es una localidad peruana ubicada en la región Ica, provincia de Ica, distrito de San Juan Bautista. Es asimismo capital del distrito de San Juan Bautista. Se encuentra a una altitud de 425  m s. n. m. Tiene una población de habitantes en 1993.

## Clima
| Parámetros climáticos promedio de San Juan Bautista | Parámetros climáticos promedio de San Juan Bautista | Parámetros climáticos promedio de San Juan Bautista | Parámetros climáticos promedio de San Juan Bautista | Parámetros climáticos promedio de San Juan Bautista | Parámetros climáticos promedio de San Juan Bautista | Parámetros climáticos promedio de San Juan Bautista | Parámetros climáticos promedio de San Juan Bautista | Parámetros climáticos promedio de San Juan Bautista | Parámetros climáticos promedio de San Juan Bautista | Parámetros climáticos promedio de San Juan Bautista | Parámetros climáticos promedio de San Juan Bautista | Parámetros climáticos promedio de San Juan Bautista | Parámetros climáticos promedio de San Juan Bautista |
| Mes                                                 | Ene.                                                | Feb.                                                | Mar.                                                | Abr.                                                | May.                                                | Jun.                                                | Jul.                                                | Ago.                                                | Sep.                                                | Oct.                                                | Nov.                                                | Dic.                                                | Anual                                               |
| --------------------------------------------------- | --------------------------------------------------- | --------------------------------------------------- | --------------------------------------------------- | --------------------------------------------------- | --------------------------------------------------- | --------------------------------------------------- | --------------------------------------------------- | --------------------------------------------------- | --------------------------------------------------- | --------------------------------------------------- | --------------------------------------------------- | --------------------------------------------------- | --------------------------------------------------- |
| Temp. media (°C)                                    | 23.1                                                | 22.3                                                | 23.7                                                | 21.7                                                | 18.8                                                | 17.2                                                | 15.2                                                | 17.5                                                | 16.7                                                | 17.9                                                | 17.9                                                | 19.9                                                | 19.3                                                |
| Temp. mín. media (°C)                               | 17.1                                                | 16.5                                                | 17.5                                                | 15.2                                                | 12.5                                                | 10.9                                                | 9.3                                                 | 11.2                                                | 10.4                                                | 11.6                                                | 11.6                                                | 14                                                  | 13.2                                                |
| Fuente: climate-data.org                            |                                                     |                                                     |                                                     |                                                     |                                                     |                                                     |                                                     |                                                     |                                                     |                                                     |                                                     |                                                     |                                                     |